# Cobas (Ames)
Cobas (llamada oficialmente Santo Estevo de Covas) es una parroquia y una aldea española del municipio de Ames, en la provincia de La Coruña, Galicia.

## Otras denominaciones
La parroquia también es conocida por el nombre de San Esteban de Covas.

## Organización territorial
La parroquia está formada por nueve entidades de población, constando ocho de ellas en el anexo del decreto en el que se aprobó la actual denominación oficial de las entidades de población de la provincia de La Coruña.
- Bosque Animado
- Capeáns
- Caroubáns
- Covas
- Iglesia (A Igrexa)
- Lombao (O Lombao)
- Loureiros
- Monte
- Ventosa

## Demografía

### Parroquia
| Gráfica de evolución demográfica de Cobas (parroquia) entre 2000 y 2018 |
|                                                                         |
| Datos según el nomenclátor publicado por el INE.                        |

### Aldea
| Gráfica de evolución demográfica de Covas (aldea) entre 2000 y 2018 |
|                                                                     |
| Datos según el nomenclátor publicado por el INE.                    |